# Levy Mwanawasa
Levy Patrick Mwanawasa (3. rujna 1948. – 19. kolovoza 2008.), zambijski političar i državnik, treći predsjednik Zambije.
Rodio se u mjestu Mufulira, Sjeverna Rodezija, kao drugo od desetero djece.
Na Sveučilištu u Zambiji stekao je pravnu diplomu. Od 1974. do 1978. je radio kao odvjetnik u drugim tvrtkama, a onda osniva svoju odvjetničku firmu i tamo ostaje do 1992. godine.
Jedan od njegovih branjenika bio je general pukovnik Christon Tembo, optužen od Kaunde za pokušaj svrgavanja vlade. Levy ga je obranio, zadobivši veliki ugled među opozicijom tadašnjeg predsjednika.
Godine 1991. na njega je pokušan atentat, pri čemu je poginuo njegov pomoćnik. On je prevezen u Johannesburg i liječen tri mjeseca, sa zauvijek narušenim govorom.
Osnovana je komisija koja je pokušala naći nalogodavce.
Kada je Frederick Chiluba došao na vlast 1991. godine, ušao je u parlament, i postao potpredsjednik Vlade.
Tamo je ostao tri godine. 1996. pokušao je doći na čelo glavne oporbene stranke, ali je izgubio i privremeno se povukao iz političkog života.
Na izborima 2001. godine, stranka Pokret za višestranačku demokraciju izabrala ga je za predsjedničkog kandidata. Pobijedio, je, a svi pokušaji njegovih političkih protivnika da mu oduzmu vlast nisu uspjeli.
On se pokazao kao dobar predsjednik koji se pokušao obračunati s korupcijom. Ispričao se zbog neuspjelog programa iskorijenjivanja siromaštva.
Razvio je turizam i privukao strane investitore, koji su voljeli njegovu upravu.
Robert Mugabe iz susjednog Zimbabvea je javno kritiziran zbog svog stila vladanja.
Bio je posljednji predsjednik Organizacije afričkog jedinstva.
Umro je u 59. godini od moždanog udara.
Bio je u braku 20 godina i imao sedmero djece.
Na njegovom sprovodu okupilo se 14 afričkih predsjednika, a i međunarodne reakcije na njegovu smrt naglašavale su njegove pozitivne osobine.